# Giniel de Villiers

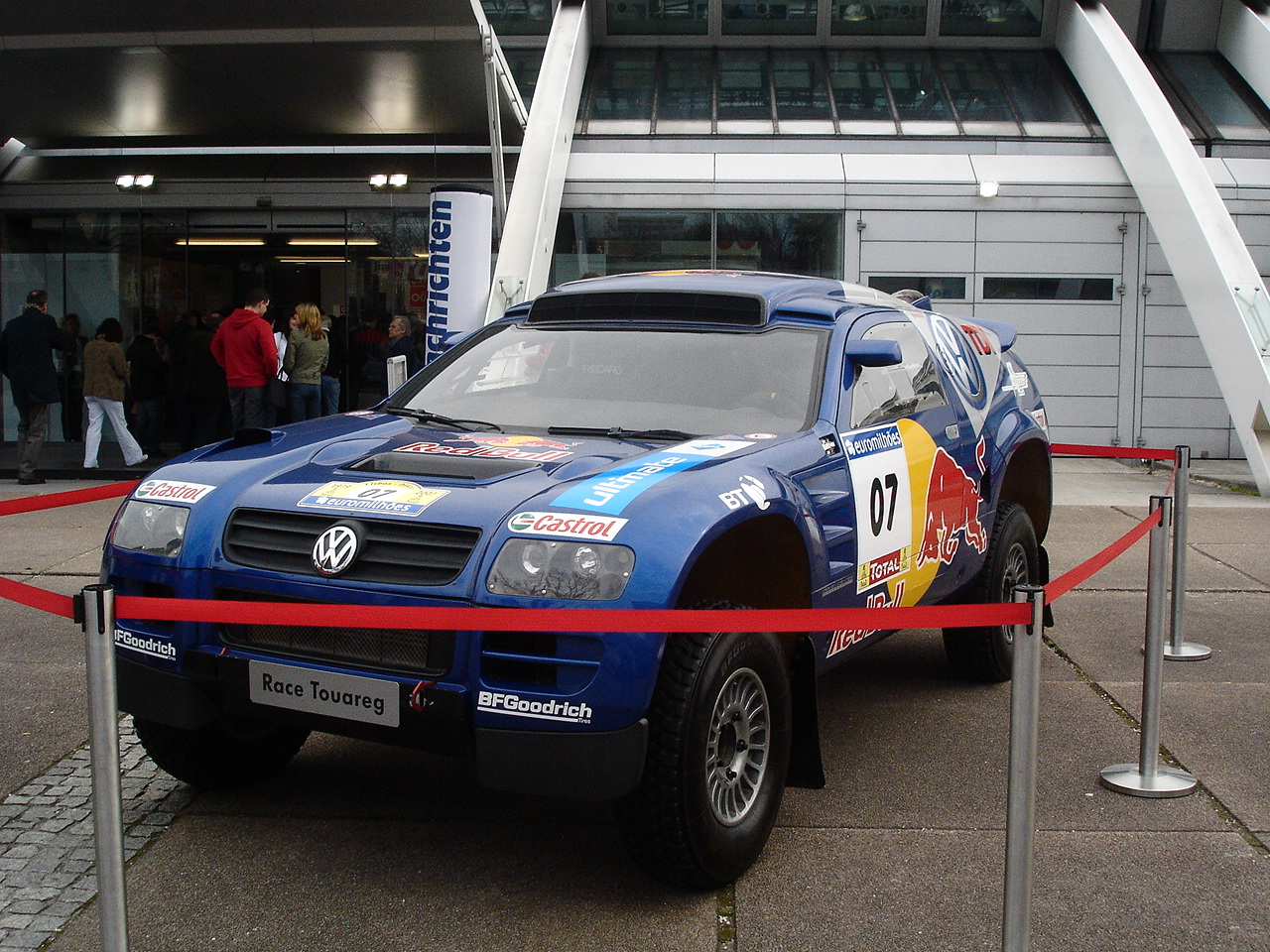
VW Race Touareg 2 pilotado por De Villiers
no Rally Dakar de 2009.

Giniel de Villiers (Robertson, 25 de março de 1972) é um piloto de ralis sul-africano.
Vencedor do Rali Dakar de 2009, na categoria carros, pilotou um Volkswagen Touareg versão Race 2, patrocinado pela Red Bull.

## Carreira
Mesmo tendo ficado famoso por competir no Rally Dakar desde 2003, De Villiers não começou sua carreira nos ralis - foi em categorias de turismo de seu país, tendo se sagrado campeão entre 1997 e 2000. Mudou-se para os ralis no ano seguinte, conquistado mais um título.
Firmou-se na disputa do Rally Dakar a partir de 2003, com um quinto lugar conquistado (pilotando um Nissan), resultado superado pelo terceiro lugar na edição de 2005, já ao serviço da equipe Volkswagen Motorsport.
Depois disto, De Villiers competiu em outros ralis, conquistando o título do Rally dos Sertões de 2008.